# Čím
Čím (en allemand : Tschim) est une commune du district de Příbram, dans la région de Bohême-Centrale, en République tchèque. Sa population s'élevait à 351 habitants en 2020.

## Géographie
Čím se trouve à 7 km à l'est de Nový Knín, à 28 km à l'est-nord-est de Příbram et à 34 km au sud de Prague.
La commune est limitée par Buš au nord, par Rabyně et Neveklov à l'est, par Chotilsko au sud et à l'ouest, et par Korkyně à l'ouest.

## Histoire
La première mention écrite de la localité date de 1318.

## Transports
Par la route, Čím se trouve à 7 km de Nový Knín, à 37,5 km de Příbram et à 48 km de Prague.